# Samsung Galaxy SL
Samsung Galaxy S LCD или Samsung Galaxy SL (GT-I9003) - Android смартфон, разработанный и произведенный Samsung Electronics, который был выпущен в феврале 2011 года. Он оснащен 1 ГГц ARM Cortex-A8 процессором, 4 Гб встроенной флеш-памяти, 4-дюймовым (10 см) экраном с разрешением 480x800 пикселей WVGA Super Clear LCD, возможностью подключения Wi-Fi, 5-мегапиксельной камерой с разрешением 2560x1920 и фронтальной VGA-камера 0,3 МП (640x480).

## Аппаратное обеспечение

### Экран
Samsung Galaxy SL имеет сенсорный экран SuperClear LCD, защищенный Gorilla Glass. SC-LCD дешевле, чем AMOLED-дисплей, используемый в Samsung Galaxy S. Кроме того, дисплей потребляет больше энергии по сравнению с дисплеями SuperAMOLED, хотя телефон поставляется с батареей большей емкости, чем Galaxy S, чтобы компенсировать это. Преимущество SuperClear LCD дисплея перед SuperAMOLED в том, что последний использует PenTile Matrix, который некоторые пользователи считают менее визуально привлекательным, в то время как первый является настоящим RGB дисплеем.

### Аудио
В телефоне используется другой ЦАП по сравнению с оригинальным Samsung Galaxy S. Он использует Texas Instruments'. TWL5030, который интегрирован в чипсет OMAP 3630.

### Процессор
В Samsung Galaxy SL используется Texas Instruments OMAP 3630 SoC, который включает 45 нм 1 ГГц ARM Cortex-A8 на базе CPU с 65 нм Imagination Technologies' ядром. PowerVR SGX 530 GPU, который поддерживает OpenGL ES 1.1/2.0..

## Программное обеспечение
Первоначально телефон поставлялся с Android 2.2 Froyo, с фирменным TouchWiz от Samsung. В октябре 2011 года Samsung начал выкатывать обновления для перехода на Android 2.3 Gingerbread. Пользователи должны использовать Kies PC Suite для обновления до Gingerbread. Samsung также объявил, что в предстоящем обновлении "value pack" ожидается улучшение производительности телефона, включая TouchWiz 4.0, разблокировку по лицу и т.д. всем своим устаревшим смартфонам линейки Galaxy. По состоянию на середину июня 2012 года пакет обновлений был доступен в нескольких регионах.
Наряду со стандартными приложениями Android, в комплект входит несколько дополнительных приложений, таких как голосовые заметки, мини-дневник, программа для просмотра документов ThinkFree и браузер дополненной реальности Layar. Как и во многих других устройствах Samsung Galaxy, поддерживается воспроизведение видео DivX/Xvid. Adobe Flash 11 плагин для Android также присутствует.

### Android 4.X Поддержка
В июле 2012 года Samsung объявил, что официальное обновление до Android 4.1.2 ''Jelly Bean'' не будет предоставлено, так как они посчитали, что у всей линейки Galaxy S недостаточно оперативной памяти для запуска собственного проприетарного TouchWiz пользовательского интерфейса поверх Android 4.1.2.

## Внешние ссылки
- Официальный сайт Samsung Galaxy SL I9003
- GSMArena Spec Sheet